# 1761 w literaturze
Wydarzenia literackie w 1761 roku.

## nowe książki
- Jean-Jacques Rousseau Nowa Heloiza.
- Juan Ignacio Molina Elejias Latinas